# Fulford Harbour
Fulford Harbour est une communauté située dans la province de la Colombie-Britannique, dans l'Île Saltspring.

## Géographie
Fulford Harbour est situé à l’extrémité sud de l’île Saltspring, au bout de la route Fulford-Ganges. 

## Port et infrastructures maritimes

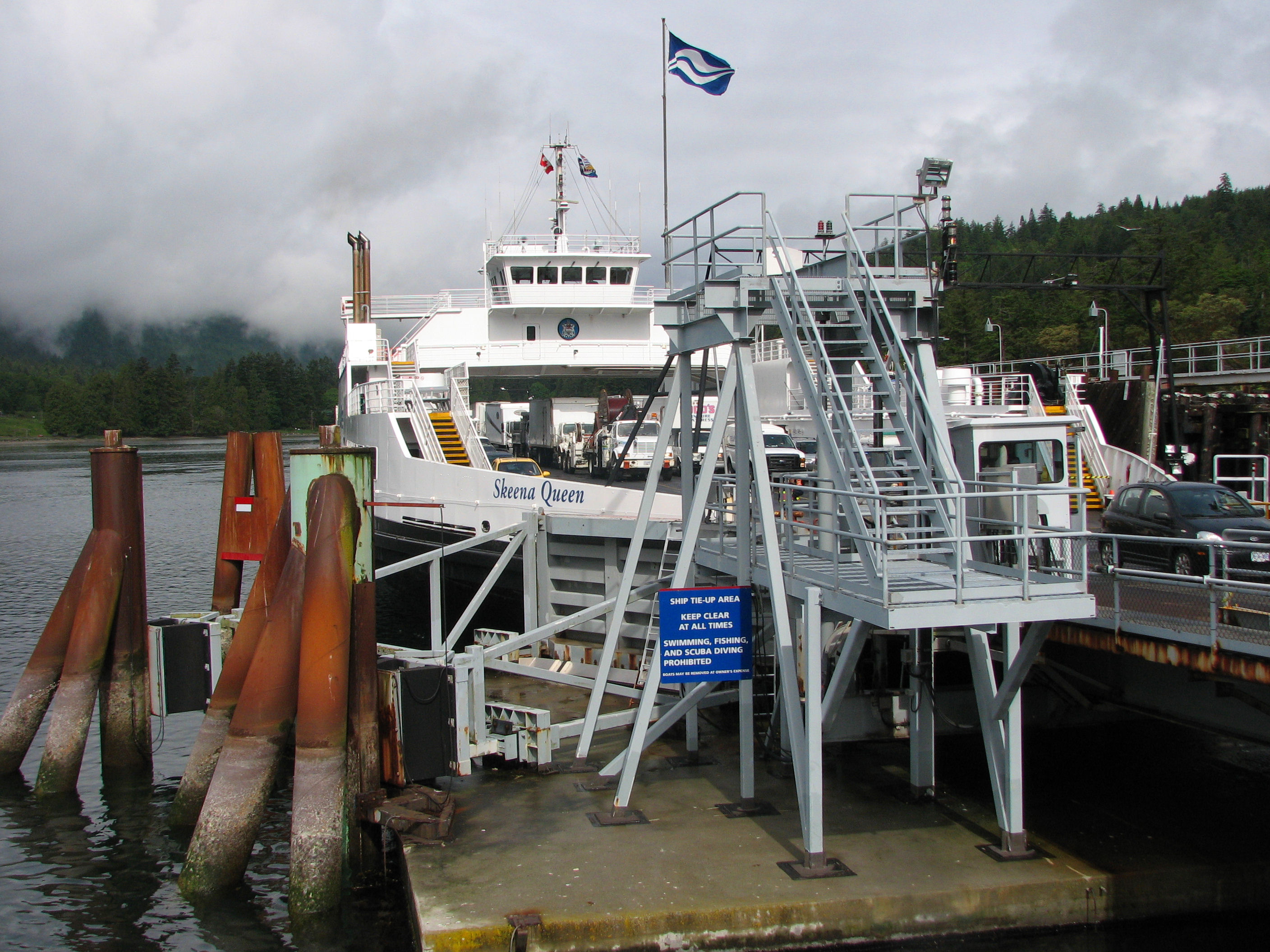
Le traversier pour véhicules et passagers Skeena Queen, en train d'embarquer des voitures à Fulford Harbour en 2008.

Le terminal de traversier de Fulford Harbour assure une liaison avec Swartz Bay, sur l’île de Vancouver, facilitant les déplacements entre l’île et le continent. Ce service de traverse est assuré par BC Ferries.
Fulford Harbour comprend deux installations portuaires principales :
- Fulford Outer Harbour : Situé au sud du terminal de traversier, ce port est conçu pour un usage temporaire, avec des infrastructures telles qu’un quai en bois de 12,2 m par 24,4 m et une passerelle de 4,9 m par 27,6 m. On y trouve également un flotteur éclairé la nuit, un treuil public, et des zones dédiées aux ambulances maritimes et aux taxis nautiques.
- Fulford Inner Harbour : Situé au nord du terminal de traversier, ce port sert principalement de port d'attache pour des bateaux de pêche et de plaisance.

## Patrimoine

### Fulford Community Hall
Fulford Hall joue un rôle central dans la vie communautaire de Fulford Harbour. Initialement construit en 1921 sur un terrain offert par la famille Shaw, le bâtiment a été détruit par deux incendies, en 1925 et en 1936, mais chaque fois reconstruit grâce à la détermination des habitants. En 1982, une subvention a permis d’ajouter une extension au hall.
Des événements tels que les parades de la Fête du mai, où les enfants décoraient leurs vélos et les camions étaient transformés en chars allégoriques, ont marqué l’histoire locale. Aujourd’hui, Fulford Hall est géré par une équipe de bénévoles et sert de lieu de rassemblement pour promouvoir les activités communautaires.
Le hall accueille de nombreuses activités régulières, notamment des ateliers d’art, des cours de gymnastique, du pickleball et la préparation des célèbres tartes vendues lors de la foire d’automne.

### Drummond Park
Le Drummond Park, situé sur la rive ouest du port, a été offert aux enfants de la communauté par le capitaine et Mme Drummond, qui se sont retirés à Salt Spring après une carrière dans l’armée britannique. Bien qu’ils n’aient pas eu d’enfants, leur générosité a permis la création de cet espace dédié aux loisirs. Ce parc, entretenu par l’association de Fulford Hall, offre une plage, une aire de jeux et un cadre idéal pour les événements comme les mariages.